# Aromatum Chaos
Aromatum Chaos (en español: Olor del caos) es una depresión profunda, en lo que se considera un terreno caótico. Es la fuente del canal de salida Ravi Vallis, y está situado en el extremo oriental de Xanthe Terra, en la región del cuadrilátero Margaritifer Sinus (MC-19) de Marte, ubicada en 1.09°S 317.0°E. Aromatum Chaos tiene 91,5 km (56,9 millas) de largo y un ancho promedio de aproximadamente 30 km (19 millas).
Se ha calculado que la profundidad máxima del suelo de Aromatum Chaos es de unos 3,45 km (2,14 millas) por debajo del nivel del borde. La profundidad media de los dos tercios occidentales de la depresión Aromatum Chaos es de aproximadamente 1,64 km, y se estima que el tercio oriental restante del área es de aproximadamente1,2 ± 0,05 km de profundidad por debajo del borde (usando datos topográficos del MOLA). Por lo tanto, la profundidad promedio es de 1,49 km (0,93 mi).
Se cree que la depresión de Aromatum Chaos y el canal de salida vecino de Ravi Vallis fueron causados por interacciones volcán-hielo, que involucran una combinación de diques y alféizares, que interrumpieron la criosfera debajo de la superficie. Se cree que esto perforó un acuífero subterráneo, lo que resultó en la liberación de grandes cantidades de agua. Esto, a su vez, provocó el colapso de la corteza, que creó la depresión Aromatum Chaos, y una inundación catastrófica, que formó el canal de salida Ravi Vallis. Se estima que la inundación duró entre 2 y 10 semanas. Para obtener estimaciones del flujo de agua, como la velocidad del agua, la tasa de descarga de volumen y el volumen de agua total mínimo descargado, consulte la página de Ravi Vallis.
También se sabe que las interacciones volcán-hielo que tuvieron lugar en Aromatum Chaos, y los catastróficos eventos de inundación resultantes que formaron el canal de salida vecino de Ravi Vallis, tuvieron lugar en otras partes de Marte, por ejemplo; Kasei Valles, y Mangala Valles.